# Línea Valladolid-Parque Tecnológico del Transporte Metropolitano de Valladolid
La línea al Parque Tecnológico de Boecillo de la red del Transporte Metropolitano de Valladolid es un servicio de autobuses interurbanos que conecta esta zona industrial con los municipios de Valladolid, Laguna de Duero y Boecillo, realizando tres recorridos diferentes. Es operada por ECSA (Empresa Cabrero) como parte de la concesión VACL-057 de la Junta de Castilla y León.

## ServicioHuerta del Rey-La Victoria
Este servicio parte del barrio vallisoletano de La Victoria, atraviesa Huerta del Rey y Parquesol y se dirige hacia el sur de la ciudad a través del paseo de Zorrilla y la carretera de Rueda hasta el barrio de Covaresa. Tras salir del término municipal de la capital, realiza paradas en la avenida de Madrid de Laguna de Duero, pasa por las urbanizaciones boecillanas del Pago del Nogal y El Peregrino y finalmente llega al Parque Tecnológico. El viaje de regreso no tiene ninguna parada en Laguna de Duero y accede a Valladolid a través de la N-601 y el paseo del Arco de Ladrillo hasta el paseo de los Filipinos; seguidamente tiene sucesivas paradas en Parquesol, Huerta del Rey y La Victoria.

### Horario
| Día                        | Lugar de salida    | Horas de salida  |
| -------------------------- | ------------------ | ---------------- |
| Lunes a viernes laborables | Valladolid         | 6:00, 7:00, 8:00 |
| Lunes a viernes laborables | Parque Tecnológico | 15:05, 18:05     |

### Paradas
| Servicio Huerta del Rey-La Victoria Valladolid - Laguna de Duero - Boecillo - Parque Tecnológico | Servicio Huerta del Rey-La Victoria Valladolid - Laguna de Duero - Boecillo - Parque Tecnológico |
| Hacia Parque Tecnológico                                                                         | Hacia Valladolid                                                                                 |
| ------------------------------------------------------------------------------------------------ | ------------------------------------------------------------------------------------------------ |
| Pº Obregón esq. c/ Abedul                                                                        | C/ Andrés Laguna, 11 esq. avda. Rodrigo Zamorano                                                 |
| C/ Las Eras esq. avda. Ramón Pradera                                                             | Gta. Juan de Herrera fte. avda. Francisco Vallés                                                 |
| C/ Mieses, 28 hotel                                                                              | Pza. Vicente Aleixandre Campos esq. avda. Francisco Vallés                                       |
| C/ Mieses, 40                                                                                    | C/ Juan Pérez de Moya esq. c/ Luis de Mercado                                                    |
| C/ Monasterio de San Lorenzo de El Escorial, 2                                                   | Avda. Domingo de Soto esq. c/ Esgueva, urb. El Peregrino                                         |
| C/ Hernando de Acuña, 23 esq. c/ Ciudad de La Habana                                             | Avda. Domingo de Soto esq. avda. Calderón de la Barca, urb. Pago del Nogal                       |
| C/ Doctor Villacián, 51 esq. c/ Adolfo Miaja de la Muela                                         | * Avda. Germán Gamazo y Calvo, 26 fte. c/ Nueva                                                  |
| Pº Zorrilla, 130 centro comercial                                                                | Ctra. Madrid fte. 24 fte. gasolinera                                                             |
| Pº Zorrilla, 166 fte. LAVA                                                                       | Pº Arco de Ladrillo esq. c/ Transición                                                           |
| Ctra. Rueda, 36 esq. c/ Mota                                                                     | Pº Filipinos esq. Pº Zorrilla                                                                    |
| Ctra. Rueda esq. c/ Vinos de Cigales                                                             | C/ Doctor Villacián fte. 47 esq. c/ Adolfo Miaja de la Muela                                     |
| Pza. Castilla y León esq. c/ Miguel Delibes                                                      | C/ Hernando de Acuña, 23 esq. c/ Ciudad de La Habana                                             |
| Avda. Madrid, 6 centro de salud                                                                  | C/ Monasterio de San Lorenzo de El Escorial, 1                                                   |
| Avda. Madrid, 48 fte. cañada de la Arboleda                                                      | C/ Mieses esq. c/ Barbecho                                                                       |
| * Avda. Germán Gamazo y Calvo, 25 esq. c/ Nueva                                                  | C/ Mieses fte. 28 fte. hotel                                                                     |
| * Avda. Domingo de Soto esq. avda. Don Quijote, urb. Pago del Nogal                              | C/ Las Eras esq. avda. Ramón Pradera                                                             |
| * Avda. Domingo de Soto esq. c/ Esgueva, urb. El Peregrino                                       | Pº Obregón fte. c/ Abedul                                                                        |
| C/ Juan Pérez de Moya esq. c/ Luis de Mercado                                                    |                                                                                                  |
| Pza. Vicente Aleixandre Campos esq. c/ Juan Álvarez de Salamiera                                 |                                                                                                  |
| Gta. Juan de Herrera esq. avda. Francisco Vallés                                                 |                                                                                                  |
| C/ Andrés Laguna, 11 esq. avda. Rodrigo Zamorano                                                 |                                                                                                  |

- Las paradas marcadas con asterisco solo tienen servicio, respectivamente, en las expediciones de 6:00 desde Valladolid y 15:05 desde el Parque Tecnológico.

## ServicioRondilla-Pº Filipinos
Este servicio circula por barrios del norte y el este de Valladolid, en concreto los de Rondilla, Pajarillos y La Circular, y, tras llegar al paseo de los Filipinos, atraviesa el paseo del Arco de Ladrillo hasta la carretera N-601 y llega al Parque Tecnológico. El viaje de regreso es parcialmente distinto: pasa por la avenida de Madrid de Laguna de Duero y accede a Valladolid por el barrio de Covaresa; seguidamente se dirige hacia el norte por la carretera de Rueda y el paseo de Zorrilla y da servicio a La Circular, Pajarillos y Rondilla.

### Horario
| Día                        | Lugar de salida    | Horas de salida  |
| -------------------------- | ------------------ | ---------------- |
| Lunes a viernes laborables | Valladolid         | 6:05, 7:05, 8:05 |
| Lunes a viernes laborables | Parque Tecnológico | 15:05, 18:05     |

### Paradas
| Servicio Rondilla-Pº Filipinos Valladolid - Laguna de Duero - Parque Tecnológico | Servicio Rondilla-Pº Filipinos Valladolid - Laguna de Duero - Parque Tecnológico |
| Hacia Parque Tecnológico                                                         | Hacia Valladolid                                                                 |
| -------------------------------------------------------------------------------- | -------------------------------------------------------------------------------- |
| C/ Rondilla de Santa Teresa fte. 18 esq. c/ Cardenal Torquemada                  | C/ Andrés Laguna, 11 esq. avda. Rodrigo Zamorano                                 |
| C/ Santa Clara, 34 esq. c/ Real de Burgos                                        | Gta. Juan de Herrera fte. avda. Francisco Vallés                                 |
| Pza. Vadillos fte. 5                                                             | Pza. Vicente Aleixandre Campos esq. avda. Francisco Vallés                       |
| C/ Cigüeña, 43 esq. c/ Villabáñez                                                | C/ Juan Pérez de Moya esq. c/ Luis de Mercado                                    |
| Pza. Circular, 7 esq. c/ Industrias                                              | Avda. Madrid, 59 esq. cañada de la Arboleda                                      |
| Pº Filipinos esq. pº Zorrilla                                                    | Pza. Castilla y León, 1                                                          |
| Pº Arco de Ladrillo, 50 esq. c/ Adolfo Suárez                                    | Ctra. Rueda fte. c/ Vinos de Cigales                                             |
| Ctra. Madrid, 38 colegio San Agustín                                             | Ctra. Rueda, 19 esq. Mota                                                        |
| C/ Juan Pérez de Moya esq. c/ Luis de Mercado                                    | Pº Zorrilla, 101 LAVA                                                            |
| Pza. Vicente Aleixandre Campos esq. c/ Juan Álvarez de Salamiera                 | Pº Zorrilla, 65 fte. centro comercial                                            |
| Gta. Juan de Herrera esq. avda. Francisco Vallés                                 | Pza. Colón esq. c/ Estación                                                      |
| C/ Andrés Laguna, 11 esq. avda. Rodrigo Zamorano                                 | Pza. Circular, 11 igl. Corazón de María                                          |
|                                                                                  | C/ Villabáñez, 19 igl. San Ignacio de Loyola                                     |
|                                                                                  | Pza. Vadillos, 7 esq. c/ Palacio Valdés                                          |
|                                                                                  | C/ Gondomar, 12 esq. c/ Santa Clara                                              |
|                                                                                  | C/ Rondilla de Santa Teresa, 18 esq. c/ Cardenal Torquemada                      |

## ServicioPº Filipinos
Este servicio circula durante todo el día conectando el Parque Tecnológico con el paseo de los Filipinos de Valladolid, la avenida de Madrid de Laguna de Duero, el núcleo urbano de Boecillo y las urbanizaciones del Pago del Nogal y El Peregrino.

### Horario
| Día                        | Lugar de salida    | Horas de salida            |
| -------------------------- | ------------------ | -------------------------- |
| Lunes a viernes laborables | Valladolid         | 8:00, 9:30, 10:30          |
| Lunes a viernes laborables | Valladolid         | de 13:30 a 19:30 cada hora |
| Lunes a viernes laborables | Parque Tecnológico | 7:05, 7:50, 8:50           |
| Lunes a viernes laborables | Parque Tecnológico | de 10:05 a 20:05 cada hora |

### Paradas
| Servicio Pº Filipinos Valladolid - Laguna de Duero - Boecillo - Parque Tecnológico | Servicio Pº Filipinos Valladolid - Laguna de Duero - Boecillo - Parque Tecnológico |
| Hacia Parque Tecnológico                                                           | Hacia Valladolid                                                                   |
| ---------------------------------------------------------------------------------- | ---------------------------------------------------------------------------------- |
| Pº Filipinos esq. pº Zorrilla                                                      | C/ Andrés Laguna, 11 esq. avda. Rodrigo Zamorano                                   |
| Pº Arco de Ladrillo, 50 esq. c/ Adolfo Suárez                                      | Gta. Juan de Herrera fte. avda. Francisco Vallés                                   |
| Pº Arco de Ladrillo fte. c/ Transición                                             | Pza. Vicente Aleixandre Campos esq. avda. Francisco Vallés                         |
| Ctra. Madrid, 38 colegio San Agustín                                               | C/ Juan Pérez de Moya esq. c/ Luis de Mercado                                      |
| Avda. Madrid, 6 centro de salud                                                    | * Avda. Domingo de Soto esq. c/ Esgueva, urb. El Peregrino                         |
| Avda. Madrid 48 fte. cañada de la Arboleda                                         | * Avda. Domingo de Soto esq. avda. Calderón de la Barca, urb. Pago del Nogal       |
| * Avda. Germán Gamazo y Calvo, 25 esq. c/ Nueva                                    | Avda. Germán Gamazo y Calvo, 26 fte. c/ Nueva                                      |
| Avda. Domingo de Soto esq. avda. Don Quijote, urb. Pago del Nogal                  | Avda. Madrid, 59 esq. cañada de la Arboleda                                        |
| Avda. Domingo de Soto esq. c/ Esgueva, urb. El Peregrino                           | Avda. Madrid fte. 6 fte. centro de salud                                           |
| C/ Juan Pérez de Moya esq. c/ Luis de Mercado                                      | Ctra. Madrid fte. 24 fte. gasolinera                                               |
| Pza. Vicente Aleixandre Campos esq. c/ Juan Álvarez de Salamiera                   | Pº Arco de Ladrillo esq. c/ Transición                                             |
| Gta. Juan de Herrera esq. avda. Francisco Vallés                                   | Pº Arco de Ladrillo, 31 esq. pº Farnesio                                           |
| C/ Andrés Laguna, 11 esq. avda. Rodrigo Zamorano                                   | Pº Filipinos esq. pº Zorrilla                                                      |

- La parada de Avda. Germán Gamazo y Calvo 25 esq. c/ Nueva solo tiene servicio en las salidas desde Valladolid de 10:30 y 18:30.
- La parada de Avda. Germán Gamazo y Calvo 26 fte. c/ Nueva solo tiene servicio en las salidas desde el Parque Tecnológico de 11:05, 15:05 y 19:05.
- Las paradas de Avda. Domingo de Soto esq. c/ Esgueva urb. El Peregrino y Avda. Domingo de Soto esq. avda. Calderón de la Barca urb. Pago del Nogal no tienen servicio a las 7:50 ni 8:50 desde el Parque Tecnológico.